# Australian Journal of Zoology
«Australian Journal of Zoology» (ISSN 0004-959X) — австралійський зоологічний журнал для публікації результатів наукових досліджень у різних галузях науки про тварин.

## Історія
Журнал засновано в 1953 році. На початок 2010 року було опубліковано 58 томів. Індекс цитування (Імпакт-фактор) дорівнює 1.000.
Присвячений питанням еволюційної, молекулярної і порівняльної зоології. В журналі публікуються результати наукових досліджень у різних галузях науки про тварин, включаючи проблеми генетики, фізіології, екології і етології.
Головний редактор Mark Elgar, University of Melbourne.

## ISSN
- ISSN 0004-959X (print)
- eISSN: 1446-5698

## Ресурси Інтернету
- http://www.publish.csiro.au/nid/90.htm [Архівовано 29 травня 2007 у Wayback Machine.]